# Гершко, Аврам
Аврам Гершко (первоначальное имя Ференц Хершко, ивр. אברהם הרשקו‎; род. 31 декабря 1937, гор. Карцаг) — израильский биохимик, лауреат Нобелевской премии по химии за 2004 год. Доктор наук (1969), ведущий профессор Раппапортовского Института при Технионе в Хайфе и профессор Университета Нью-Йорка.

## Биография
Родился в центральной Венгрии. Его отец, Моше Гершко, работал учителем начальной еврейской школы; мать, Маргит (Шошана) Гершко, занималась с детьми музыкой и английским языком. В мае 1944 года его семья была депортирована в местное гетто, затем в другое гетто в Сольноке, а оттуда — на принудительные работы в немецкий трудовой лагерь в Австрии, где и пережила войну. Его отец был отправлен на принудительные работы двумя годами раньше, сначала венгерскими властями, а после пленения — советскими, и вернулся на родину в 1946 году. По возвращении отец устроился учителем в еврейской школе в Будапеште, а в 1950 году вся семья поселилась в Израиле. В Иерусалиме отец вновь устроился учителем и впоследствии написал несколько учебников по математике.
Степень магистра наук получил в 1965 году, доктора наук в 1969 году на медицинском факультете Еврейского университета в Иерусалиме. Член Европейской организации по молекулярной биологии (1993).
Вместе с Аароном Чехановером и Ирвином Роузом награждён Нобелевской премией в 2004 году за исследование роли убиквитина в клеточной системе деградации белков в протеасомах.
В 2016 году подписал письмо с призывом к Greenpeace, Организации Объединённых Наций и правительствам всего мира прекратить борьбу с генетически модифицированными организмами (ГМО).
Брат — врач и учёный-медик Хаим (Ласло) Гершко (род. 1936), профессор внутренних болезней в Еврейской университете в Иерусалиме, заведующий медицинским отделением в медицинском центре Шаарей Цедек, автор нескольких монографий по гематологии.

## Награды и отличия
- 1987 — Премия Вейцмана за исследования в области точных наук (Израиль)
- 1994 — Премия Израиля в области биохимии и медицины
- 1998 — Медаль Шлейдена[нем.]
- 1999 — Уочтерская премия университета Инсбрука (Австрия) (совм. с А. Чехановером)
- 1999 — Международная премия Гайрднера (фонд Гарднера, Канада) (совм. с А. Я. Варшавским)
- 2000 — Премия Альфреда Слоуна[англ.]
- 2000 — Премия Альберта Ласкера за фундаментальные медицинские исследования
- 2001 — Премия Мэссри
- 2001 — Премия Луизы Гросс Хорвиц (совм. с А. Я. Варшавским)
- 2001 — Премия Вольфа по медицине (Израиль)
- 2002 — Премия ЭМЕТ в области искусства, науки и культуры (Израиль)
- 2002 — Медаль Уилсона
- 2004 — Нобелевская премия по химии[2]
- 2008 — Лектор Ганса Нейрата[нем.][9]
- 2012 — Серебряная медаль председателя Сената Чехии (Чехия)[10]
- 2016 — Звание «Почётный гость», диплом и медаль Азербайджанского медицинского университета (Азербайджан)[11]

Командор со звездой ордена Заслуг (Венгрия, 2005).

## Публикации
- Hershko, A., Ciechanover, A., and Rose, I.A. (1979) «Resolution of the ATP-dependent proteolytic system from reticulocytes: A component that interacts with ATP». Proc. Natl. Acad. Sci. USA 76, pp. 3107-3110.
- Hershko, A., Ciechanover, A., Heller, H., Haas, A.L., and Rose I.A. (1980) «Proposed role of ATP in protein breakdown: Conjugation of proteins with multiple chains of the polypeptide of ATP-dependent proteolysis». Proc. Natl. Acad. Sci. USA 77, pp. 1783—1786.
- Ciechanover, A., Elias, S., Heller, H. and Hershko, A. (1982) Covalent affinity purification of ubiquitin-activating enzyme. J. Biol. Chem. 257, 2537—2542.
- Hershko, A., Heller, H., Elias, S. and Ciechanover, A. (1983) Components of ubiquitin-protein ligase system: resolution, affinity purification and role in protein breakdown. J. Biol. Chem. 258, 8206-8214.
- Hershko, A., Leshinsky, E., Ganoth, D. and Heller, H. (1984) ATP-dependent degradation of ubiquitin-protein conjugates. Proc. Natl. Acad. Sci. USA 81, 1619—1623.
- Hershko, A., Heller, H., Eytan, E. and Reiss, Y. (1986) The protein substrate binding site of the ubiquitin-protein ligase system. J. Biol. Chem. 261, 11992-11999.
- Ganoth, D., Leshinsky, E., Eytan, E., and Hershko, A. (1988) A multicomponent system that degrades proteins conjugated to ubiquitin. Resolution of components and evidence for ATP-dependent complex formation. J. Biol. Chem. 263, 12412-1241.